# Fairchild PT-19
Fairchild PT-19 (định danh của công ty Fairchild M62) là một loại máy bay huấn luyện do hãng Fairchild Aircraft của Hoa Kỳ chế tạo, nó được trang bị cho Không quân Lục quân Hoa Kỳ, RAF và RCAF trong Chiến tranh thế giới II.

## Biến thể

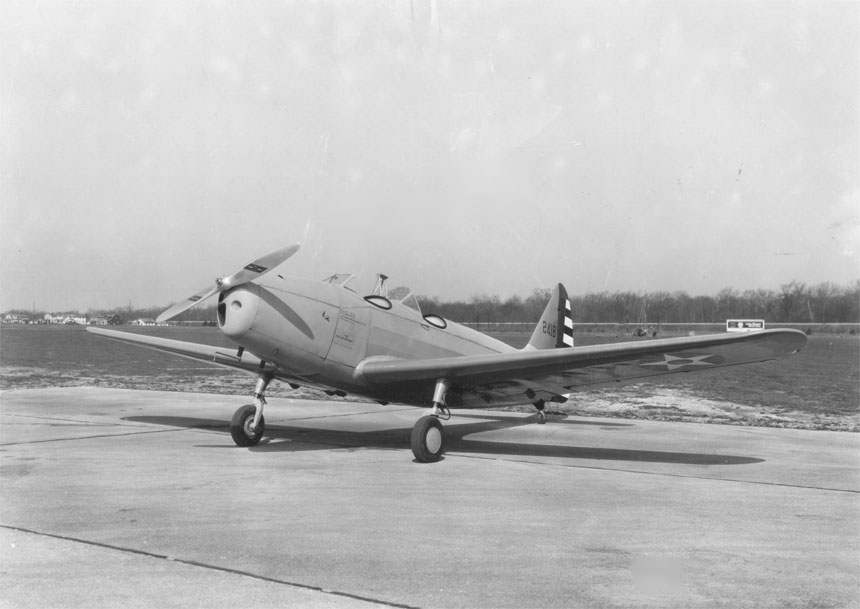
Fairchild PT-19 – Động cơ Ranger L-440-1 (Máy bay số 40-2418)

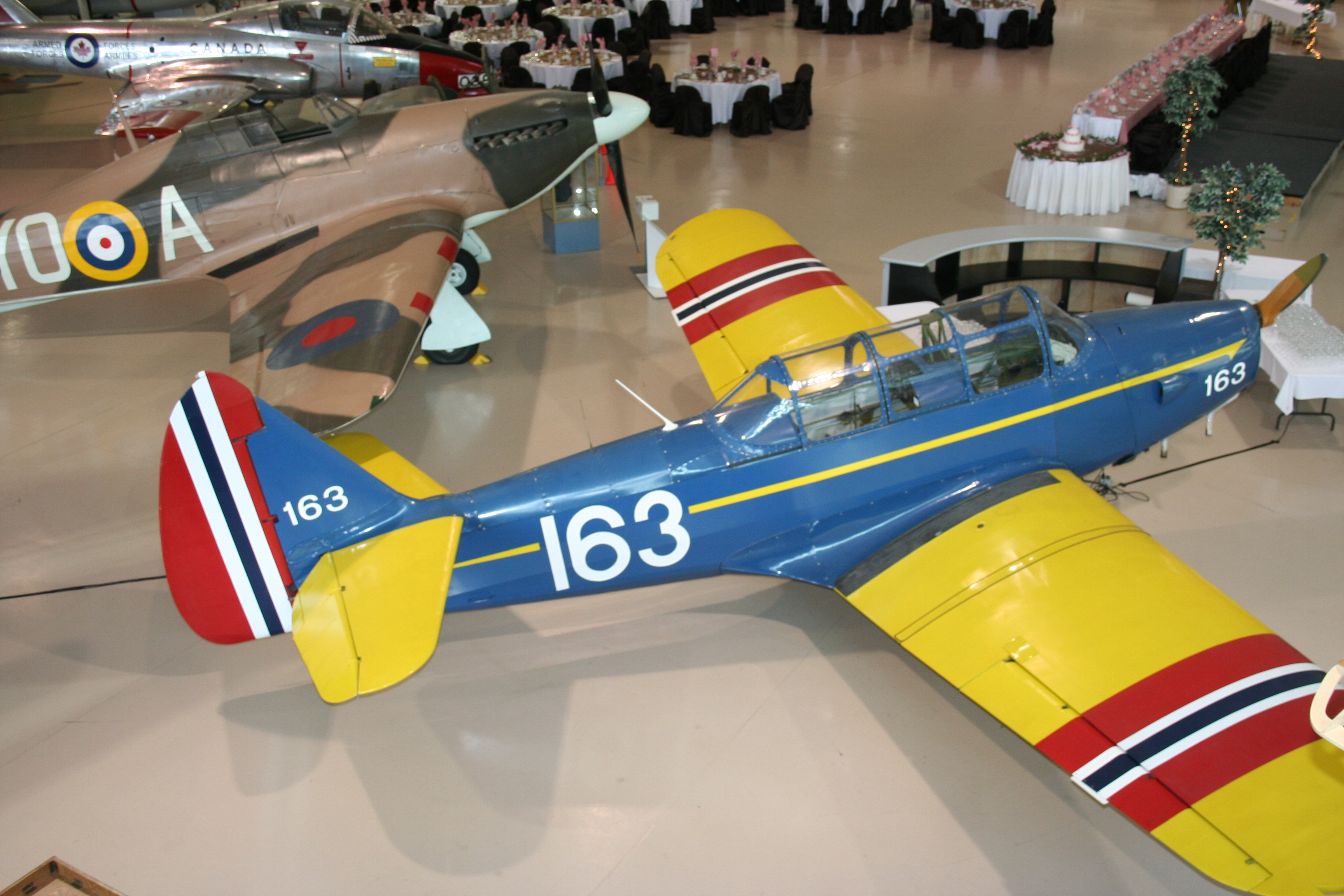
Fairchild PT-19 thuộc trại huấn luyện Little Norway, Bảo tàng Di sản Máy bay chiến đấu Canada

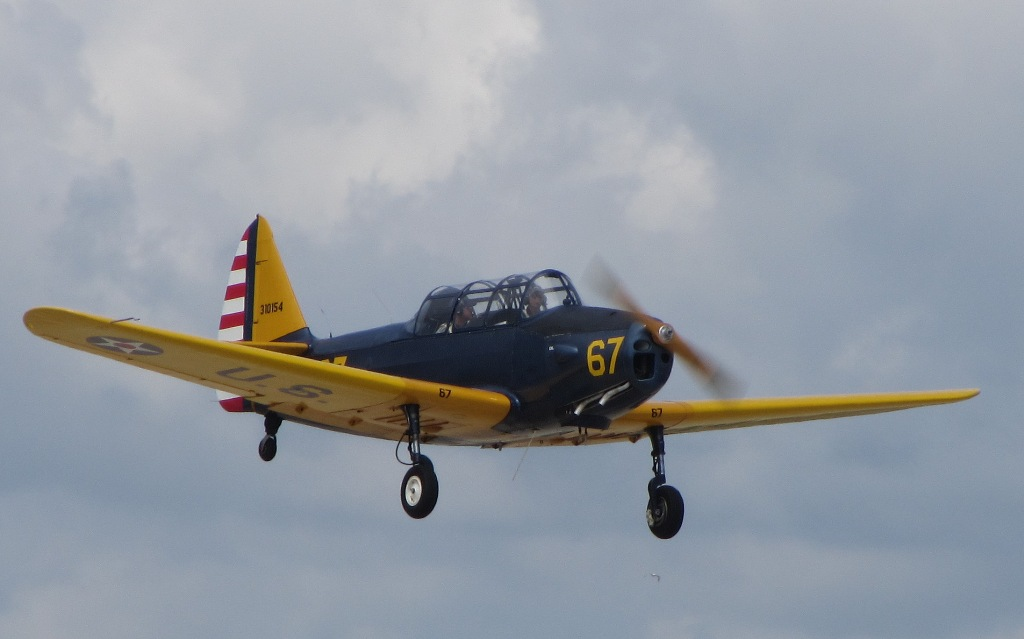

PT-19
PT-19A
PT-19B
XPT-23A
PT-23
PT-23A
PT-26
PT-26A
PT-26B
Cornell I
Cornell II
Cornell III

## Quốc gia sử dụng
Argentina
 Brasil
- Không quân Brazil

 Canada
- Không quân Hoàng gia Canada

 Chile
 Đài Loan
 Colombia
 Ecuador
 Haiti
- Lực lượng vũ trang Haiti

 India
- Không quân Ấn Độ

 México
 Na Uy
- Không quân Hoàng gia Na Uy

 Paraguay
- Binh chủng Không quân Paraguay

 Philippines
 South Africa
 Anh Quốc
- Không quân Hoàng gia

 Hoa Kỳ

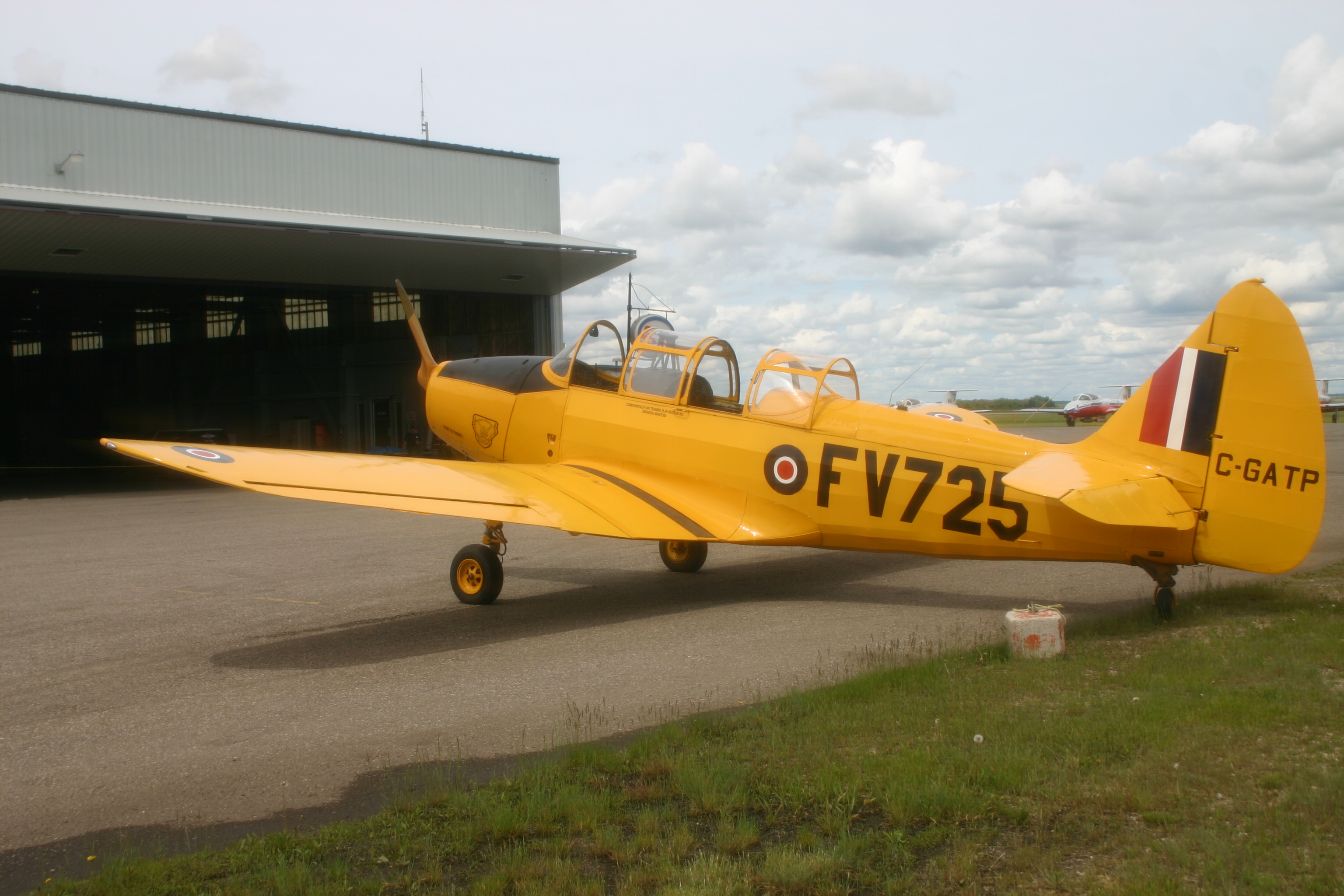
Fairchild PT-26B Cornell thuộc bảo tàng Commonwealth Air Training Plan, Brandon, Manitoba, 2005.

- Quân đoàn Không quân Lục quân Hoa Kỳ/Không quân Lục quân Hoa Kỳ

 Uruguay

## Tính năng kỹ chiến thuật (PT-19A)
Đặc tính tổng quát
- Kíp lái: 2
- Chiều dài: 28 ft (8,5 m)
- Sải cánh: 36 ft (11 m)
- Chiều cao: 10 ft 6 in (3,20 m)
- Trọng lượng có tải: 2,545 lb (1 kg)
- Động cơ: 1 × Ranger L-440-3 , 200 hp (150 kW)

Hiệu suất bay
- Vận tốc cực đại: 115 kn; 212 km/h (132 mph)
- Trần bay: 15,300 ft (4,663 m)